# Fridericia oligantha
Fridericia oligantha là một loài thực vật có hoa trong họ Chùm ớt. Loài này được (Bureau & K.Schum.) L.G.Lohmann mô tả khoa học đầu tiên năm 2010.